# Dianne Reeves
Pour les articles homonymes, voir Reeves.

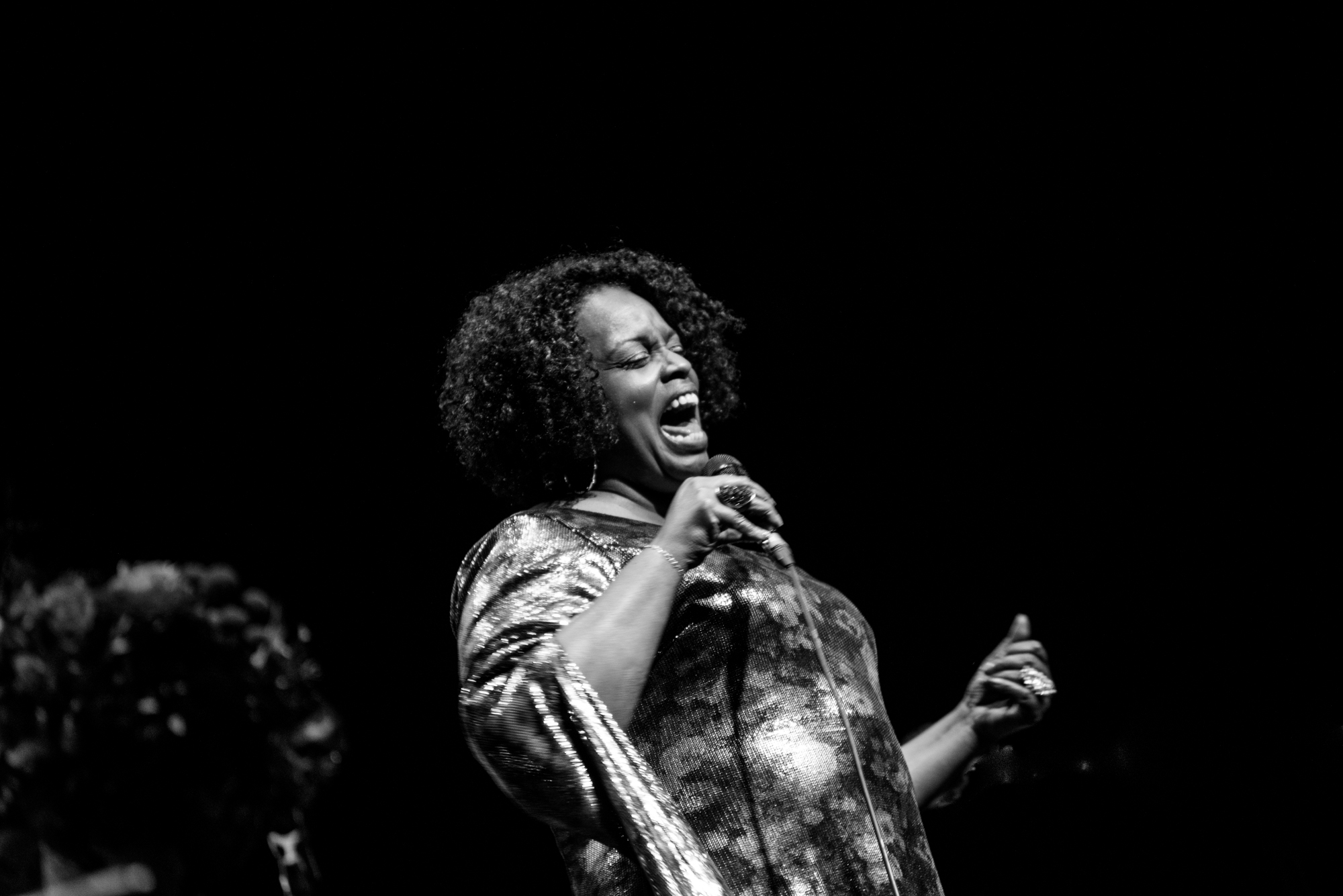
Dianne Reeves à l'Auditorium de Lyon le 24 Octobre 2017.

Dianne Reeves, née le 23 octobre 1956 à Détroit (Michigan), est une chanteuse de jazz afro-américaine connue autant pour ses prestations sur scène que pour ses albums. Avec Dee Dee Bridgewater, Diana Krall et Cassandra Wilson, elle est considérée comme une importante chanteuse de jazz. Elle vit à Denver (Colorado).

## Biographie
Diane Reeves née en 1956 à Détroit, a grandi dans le Colorado, aux États-Unis. Elle est entourée de musiciens dès son enfance, son père était chanteur, sa mère jouait de la trompette et son oncle, Charles Burrell, jouait de la basse. Son père décède alors qu'elle a deux ans.
Au début des années 1970, elle joue dans le groupe de son école, chantant et jouant du piano, et est repérée dans un de ses concerts à Chicago par le trompettiste Clark Terry. Sa carrière s'envole ensuite. Elle enregistre son premier album, Welcome to My Love, en 1982 et signe chez Blue Note Records en 1987. En 2014, le critique musical Scott Yanow la considère comme le successeur logique de Dinah Washington et de Carmen McRae. Les critiques européens la considère également, à la fin du XXe siècle et au début du XXIe siècle, comme une des grandes voix américaines du moment par ses albums et ses prestations sur scène,,,.
En 2005, sa participation, essentiellement  musicale même si elle apparaît à l'écran interprétant une chanteuse de jazz, au deuxième film réalisé par George Clooney, Good Night and Good Luck, où elle interprète une quinzaine de chansons de jazz dans la bande-son, lui apporte un complément de notoriété internationale.

## Discographie
- 1977 - Welcoma to My Love
- 1987 - Better Days
- 1988 - I Remember
- 1990 - Never Too Far
- 1991 - Dianne Reeves (same as Better Days)
- 1993 - Art & Survival
- 1994 - Quiet After the Storm
- 1996 - The Grand Encounter
- 1996 - Palo Alto Sessions
- 1997 - That Day
- 1997 - When I Cry (thème final du film The Dog of Flanders), produit par Taro Iwashiro
- 1997 - New Morning (live)
- 1999 - Bridges... (produit par George Duke)
- 2000 - In The Moment (live)
- 2001 - The Calling: Celebrating Sarah Vaughan
- 2002 - Best of Dianne Reeves
- 2003 - A Little Moonlight
- 2004 - Christmas Time is Here
- 2005 - Good Night, And Good Luck (Soundtrack)
- 2008 - When You Know (Blue Note/Emi)
- 2013 - Beautiful life

## Filmographie
- 2005 : apparition comme chanteuse de jazz dans Good Night, and Good Luck
- 2005 : Dianne Reeves Live in Montreal (Montreal International Jazz Festival 2000)
- 2008 : Dianne Reeves: The Early Years, avec Billy Childs (en) et Snooky Young